# 12670 Passargea
12670 Passargea (1979 SG2) là một tiểu hành tinh vành đai chính được phát hiện ngày 22 tháng 9 năm 1979 bởi N. S. Chernykh ở Đài vật lý thiên văn Crimean.